# Ce bon monsieur Hunter
Pour plus de détails, voir Fiche technique et Distribution.
Ce bon monsieur Hunter (titre original : Fools for Luck) est un film américain réalisé par Charles Reisner, sorti en 1928.

## Synopsis
Richard Whitehead, un opportuniste rusé, adopte stratégiquement une apparence de campagnard naïf en arrivant à Huntersville, où Sam Hunter exerce son influence. Il commence par déstabiliser Hunter en le défiant au billard, un prélude subtil à son plan plus ambitieux : vendre des parts douteuses dans des champs pétrolifères. Pour crédibiliser son escroquerie, il recrute Ray Caldwell, un jeune homme bien intentionné mais crédule issu d’une famille respectée. Son lien avec Louise, la fille de Hunter, pousse ce dernier à soutenir publiquement l’investissement.
Cependant, Hunter refuse de se laisser manipuler. Tout en soutenant officiellement la vente des actions, il acquiert en secret le véritable titre de propriété du terrain et lance une rumeur affirmant qu’un gisement de pétrole a été découvert. Ce coup stratégique pousse Whitehead à racheter ses propres actions frauduleuses, convaincu de reprendre le contrôle d’un actif devenu précieux. Mais la situation prend une tournure inattendue lorsque du pétrole est réellement découvert, transformant ce qui semblait être une simple escroquerie en un jeu à enjeux élevés. Finalement, Whitehead, qui pensait manipuler les autres pour s’enrichir, se retrouve piégé par la ruse de Hunter, mettant en lumière un affrontement habile entre tromperie, pouvoir et justice imprévue.

## Fiche technique
- Titre original : Fools for Luck
- Titre français : Ce bon monsieur Hunter
- Réalisation : Charles Reisner
- Scénario : Harry Fried, George Marion Jr., Sam Mintz et J. Walter Ruben
- Photographie : William Marshall
- Montage : George Nichols Jr.
- Société de production : Paramount Famous Lasky Corporation
- Pays de production : États-Unis
- Format : Noir et blanc — 35 mm — 1,33:1 — Film muet
- Genre :  Comédie
- Durée : 60 minutes
- Date de sortie : 
  - États-Unis : 11 juin 1928

## Distribution

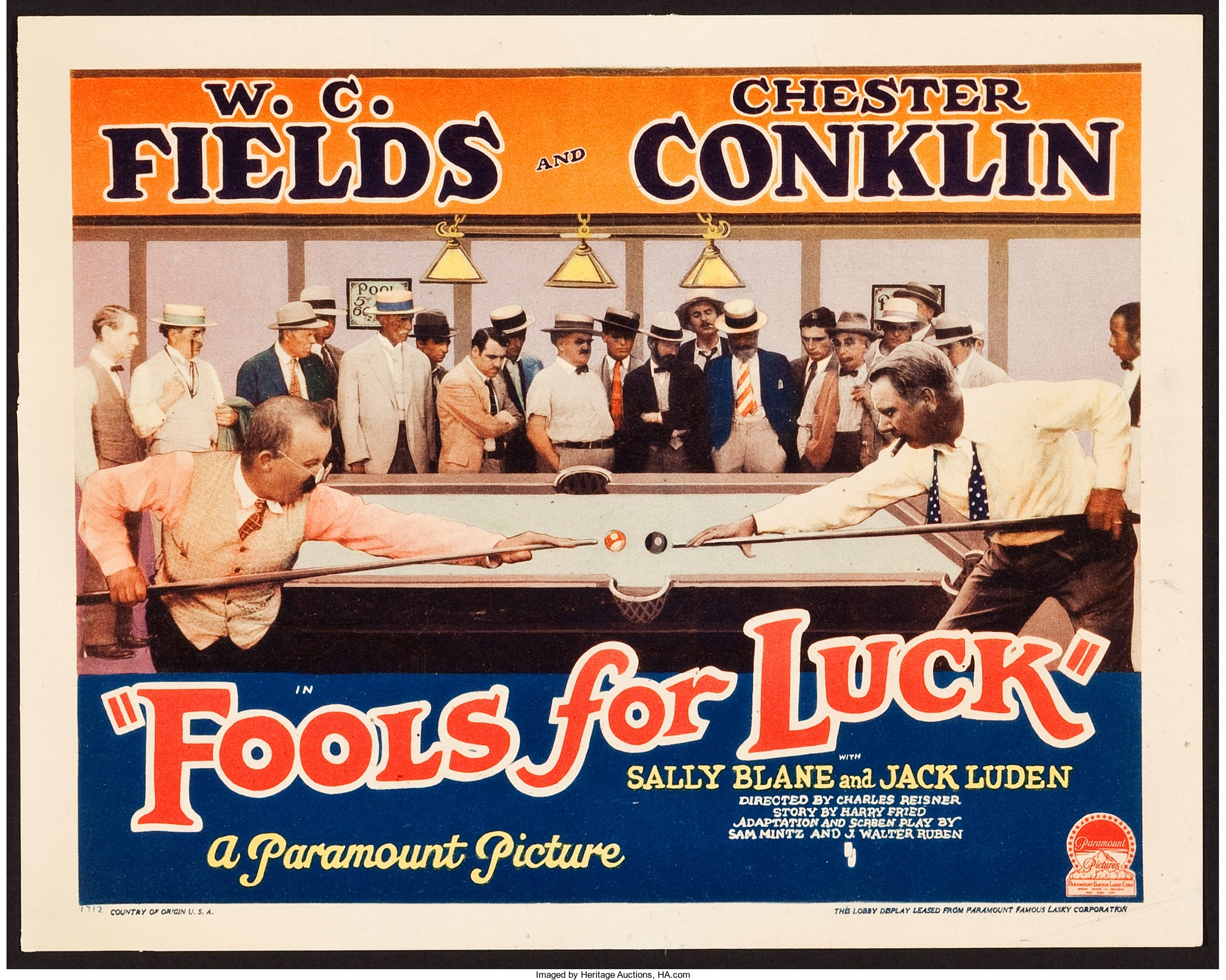
Carte promotionnelle du film.

- W.C. Fields : Richard Whitehead
- Chester Conklin : Samuel Hunter
- Sally Blane : Louise Hunter
- Jack Luden : Ray Caldwell
- Mary Alden : Mrs. Hunter
- Arthur Housman : Charles Grogan
- Robert Dudley : Jim Simpson
- Martha Mattox : Mme Simpson